# Sea and The Darkness
『Sea and The Darkness』（シー・アンド・ザ・ダークネス）は、日本のロックバンド・Galileo Galileiのスタジオ・アルバム。2016年1月27日にリリースされた。発売元はSME Records。

## 背景
- 3rdアルバム『ALARMS』以来2年3ヶ月ぶりのフルアルバムで、ミニアルバム『Baby, It's Cold Outside』以来となるバンドのセルフプロデュースで制作された。アルバム制作はミニアルバム「See More Glass」リリース直後より始まり、芸森スタジオ、バンドのプライベートスタジオ「わんわんスタジオ」での作曲作業、セッションを経て制作された楽曲が収録された。
- フロントマンの尾崎雄貴はアルバムコンセプトの定まらない状態で作詞作業に励み、途中で、自然と内容が暗闇めいた陰鬱なものになっていたのに気づいたという。尾崎は本作以前の楽曲ではメンバー自身の内面を歌詞に反映しておらず、本作中では自然と内面が歌詞に反映されたと語っている。
- バンドは2022年に再始動したものの、2016年10月16日の日本武道館公演を最後に一度活動を終了していたため、本作が活動終了前最後のオリジナルアルバムとなった。バンドの終了は『ALARMS』のリリース直後から持ち上がっていた。原因としてメンバーの不仲、音楽性の相違などは否定されており、10代の少年のバンドとしてキャリアをスタートさせたGalileo Galileiにつきまとうパブリックイメージが、活動を通じてアダルティックに成長するバンドの音楽性に対して非常に窮屈に感じ、一時的に終了させる決断に至ったという。その後、メンバー3人はサポートを加えた新たなロックバンドBBHFとして2018年より活動開始し、事実上の活動再開を果たした。アルバムタイトル“Sea and the Darkness”は活動終了へ進むバンドの境遇や、歌詞中に表現された孤独の様相に似合うものとして命名された[5]。
- ミキシング・エンジニアとしてマイク・クロッシー、ジョン・オマホニー、マスタリング・エンジニアとしてグレッグ・カルビが参加している。

## 構成
- 収録曲数は16。
- タイトルトラックである「Sea and the Darkness」はシンセサウンドやギターロックなど、聴き手にサウンドコンセプトを想定させない違和感のあるものとして、アルバム制作の後半に完成した。「カンフーボーイ」はシンセとギターロック双方のサウンドアプローチが見られる楽曲で、「いじめられっ子の少年がカンフーを習っていじめっ子を見返すが、勢い余って殺してしまう曲」と歌詞の内容について言及されている。「ゴースト」はティム・バートンが監督した「フランケンウィニー (1984年の映画)」の影響を受けており、尾崎がペットの犬と死別した際の内情が歌詞に反映されている。「ウェンズデイ」はバンドメンバーのセッションを経て完成した、殺人に快感を見出す女性と、男性との逢瀬が過激に描かれた楽曲である。「ベッド」は50年代ロックとオルタナティヴ・ロックを融合させたサウンドアプローチの楽曲で、ボーカリストとして女性シンガーのAimerが参加している。Aimerとはミニアルバム「See More Glass」収録の「バナナフィッシュと浜辺の黒い虹」以来の共演で、普段Aimerが歌うのとはまるで違う調子の楽曲に両者がやりがいを感じたという。「鳥と鳥」は「See More Glass」にデモバージョンがボーナス・トラックとして収録された楽曲で、完成版が本作へ収録された。「燃える森と氷河」はシンプルに“好きな人と生きていくために”という楽曲。「それ自体が盲目的だし　そのために誰かから奪わなければいけない時がある肯定するために　酔っ払いながら歌ってる感じ」と話している。「日曜」は尾崎和樹が弾いたエレクトリック・ピアノを起点に制作され、歌詞では「ベッド」の内容の続きが歌われている。「恋の寿命」は恋が別の何かに変わるまでの"寿命"についての楽曲。「嵐のあとで」は“分かり合ってるはずだけど　だからこそ　言えない　言いたくないことがある”という友情についての楽曲。尾崎雄貴は「どしゃぶりの雨が降ってあがるまでの短い時間を表現したかった」と本作で最も自信のついた曲と話している[5]。「ユニーク」は「各楽器のフレーズ含め最も気に入っている曲」と尾崎雄貴によって語られた楽曲。「ブルース」は「何についての曲なのかは自分でもよくわからない　でも　息苦しくて　解放されたくて　どうにかしてくれ！！　って気持ちだ」という印象を制作側によって語られている。「青い血」は“自分が無価値だと感じることと　自分が他とは違う特別だと感じることは不思議と表裏一体だった”という内容が歌われており、ベーシストの佐孝仁司は、今作のお気に入りとしてこの曲を挙げている[5]。「Sea and the Darkness Ⅱ（Totally Black）」は収録曲中最後に完成した楽曲。
- 「クライマー」「ボニーとクライド」はCD限定のボーナストラックとして収録されたが、ストリーミング版ではアルバムに収録されている[6][7]。

## プロモーション
- 収録曲「恋の寿命」「嵐のあとで」「クライマー」はそれぞれ先行シングルとしてリリースされ、各方面でタイアップで使用された。「恋の寿命」はTVアニメ「まじっく快斗1412」の第13話から24話までのエンディングテーマとして使用された。「嵐のあとで」はスタジオコロリド制作のアニメーション映画「台風のノルダ」の主題歌として使用された。「クライマー」はTVアニメ「ハイキュー!! セカンドシーズン」のエンディングテーマとして使用された。
- アルバムリリース後、バンドは3月よりキャリア史上最長規模、最多公演数の全国18ヶ所19公演を巡るワンマンライブツアー「Galileo Galilei "Sea and The Darkness" Tour 2016」を開催した[8]。

## ビジュアルデザイン
- アルバムのジャケットデザインを含むイラストレーションはニューヨークで活動するアニメーターのジョン・コーディー・キムによって制作された。ジャケットには彼がカリフォルニア芸術大学在学中に制作した短編アニメ「Steadfast Stanley」の主人公、犬のスタンリーが起用された[9]。

## チャート成績
- 2月8日付のオリコン週間ランキングでは、5,488枚を売り上げ、初登場19位にランクインした[1]。

## 収録曲
| 全作詞: 尾崎雄貴、全編曲: Galileo Galilei。 |                                                           |           |                   |                                       |      |
| #                                           | タイトル                                                  | 作詞      | 作曲              | ミキサー / スタジオ                   | 時間 |
| 1.                                          | 「Sea and The Darkness」                                  | 尾崎雄貴  | 尾崎雄貴&尾崎和樹 | Galileo Galilei / わんわんスタジオ    | 1:07 |
| 2.                                          | 「カンフーボーイ」(Kung Fu Boy)                           | 尾崎雄貴  | 尾崎雄貴          | John O'Mahony / Electric Lady Studios | 2:51 |
| 3.                                          | 「ゴースト」(Ghost)                                       | 尾崎雄貴  | 尾崎雄貴          | Mike Crossey / The Ranch Studios      | 4:29 |
| 4.                                          | 「ウェンズデイ」(Wednesday)                               | 尾崎雄貴  | 尾崎雄貴          | Mike Crossey / The Ranch Studios      | 3:31 |
| 5.                                          | 「ベッド」(Love Song with Aimer)                          | 尾崎雄貴  | 尾崎雄貴          | John O'Mahony / Electric Lady Studios | 3:46 |
| 6.                                          | 「鳥と鳥」(Bard Cage)                                     | 尾崎雄貴  | 尾崎雄貴          | John O'Mahony / Electric Lady Studios | 4:35 |
| 7.                                          | 「燃える森と氷河」(Different Kinds)                       | 尾崎雄貴  | 尾崎雄貴          | John O'Mahony / Electric Lady Studios | 3:12 |
| 8.                                          | 「日曜」(Her Surprise)                                    | 尾崎雄貴  | 尾崎雄貴&尾崎和樹 | Galileo Galilei / わんわんスタジオ    | 1:45 |
| 9.                                          | 「恋の寿命」(Limit of Love [re-mix, re-master ver])       | 尾崎雄貴  | 尾崎雄貴          | John O'Mahony / Electric Lady Studios | 5:06 |
| 10.                                         | 「嵐のあとで」(Aftermath)                                 | 尾崎雄貴  | 尾崎雄貴          | Mike Crossey / The Ranch Studios      | 5:13 |
| 11.                                         | 「ユニーク」(Unique)                                      | 尾崎雄貴  | 尾崎雄貴          | John O'Mahony / Electric Lady Studios | 3:03 |
| 12.                                         | 「ブルース」(Blues)                                       | 尾崎雄貴  | 尾崎雄貴          | Mike Crossey / The Ranch Studios      | 3:55 |
| 13.                                         | 「青い血」(Blue Blood)                                    | 尾崎雄貴  | 尾崎雄貴          | Mike Crossey / The Ranch Studios      | 5:22 |
| 14.                                         | 「Sea and The Darkness」(Totally Black)                   | 尾崎雄貴  | 尾崎雄貴&尾崎和樹 | Mike Crossey / The Ranch Studios      | 4:07 |
| 15.                                         | 「クライマー」(Bonus Track [re-master ver])               | 尾崎雄貴  | 尾崎雄貴          | John O'Mahony / Electric Lady Studios | 3:10 |
| 16.                                         | 「ボニーとクライド」(Bonus Track [re-mix, re-master ver]) | 尾崎雄貴  | 尾崎雄貴&佐孝仁司 | Mike Crossey / The Ranch Studios      | 4:36 |
| 合計時間:                                   | 合計時間:                                                 | 合計時間: | 合計時間:         | 59:49                                 |      |

### 初回生産限定盤DVD
1. 恋の寿命 -Music Video-
2. 嵐のあとで -Neue Vox Session-
3. クライマー -Music Video-
4. カンフーボーイ with POP ETC

### アナログ盤
- 2016年10月11日に日本武道館にて行われたラストライブ『車輪の軸』の会場とSony Music Shop限定で、今作のアナログ盤が完全生産限定盤として発売された。
- アナログ盤の制作にあたり、音を詰め込んだ安価な1枚組を選ぶか、余裕を持たせ音が良い高価な2枚組を選ぶか悩んだ末、音質を優先し、2枚組としてと語られている[10]。

DISC1
- SIDE A

1. Sea and The Darkness
2. カンフーボーイ / Kung Fu Boy
3. ゴースト / Ghost
4. ウェンズデイ / Wednesday

- SIDE B

1. ベッド / Love Song
2. 鳥と鳥 / Bird Cage
3. 燃える森と氷河 / Different Kinds
4. 日曜 / Her Surprise

DISC2
- SIDE A

1. 恋の寿命 / Limit of Love(re-mix, re-master ver)
2. 嵐のあとで / Aftermath
3. ユニーク / Unique

- SIDE B

1. ブルース / Blues
2. 青い血 / Blue Blood
3. Sea and The Darkness II (Totally Black)

## 演奏
- 尾崎雄貴：Vocal, Guitar, Bass, Keyboards & Programming
- 尾崎和樹：Bass, Keyboards
- 佐孝仁司：Drums, Percussion, Piano & Programming
- Chima：Chorus & Humming (#9)
- 竹上良成：Saxophone (#14)